# Bollingen (Dornstadt)
Bollingen ist ein Ortsteil der Gemeinde Dornstadt im Alb-Donau-Kreis in Baden-Württemberg. Im Zuge der Gemeindegebietsreform in Baden-Württemberg wurde am 1. Juli 1971 die Gemeinde Bollingen mit dem Weiler Böttingen zu Dornstadt eingemeindet.
Das Dorf liegt circa zwei Kilometer südwestlich von Dornstadt und ist über die Landstraße 1239 zu erreichen. Nördlich von Bollingen verlaufen die Schnellfahrstrecke Wendlingen–Ulm und die Bundesautobahn 8.

## Geschichte
Bollingen wurde 1221 erstmals urkundlich erwähnt. Im Jahr 1221 war Bischof Konrad von Konstanz, 1225 das Kloster Elchingen im Ort begütert.
Von der Ulmer Familie Ansorg kam der Ort über die von Bach, die Ulmer Schleicher und Gienger 1486 an die Deutschordenskommende Ulm, der Kaiser Friedrich III. 1487 ein Ortsgericht bewilligte. Die Stadt Ulm hatte die Oberherrschaft.
Bollingen kam 1805 an Bayern und durch den Grenzvertrag zwischen Bayern und Württemberg 1810 an das Königreich Württemberg, wo der Ort dem Oberamt Blaubeuren unterstand.
Bei der Kreisreform während der NS-Zeit in Württemberg gelangte Bollingen 1938 zum Landkreis Ulm. 1945 wurde der Ort Teil der Amerikanischen Besatzungszone und gehörte somit zum neu gegründeten Land Württemberg-Baden, das 1952 im jetzigen Bundesland Baden-Württemberg aufging. 1971 wurde Bollingen nach Dornstadt eingemeindet.

## Sehenswürdigkeiten
- Pfarrkirche St. Stephanus
- Naturschutzgebiet Kiesental